# You’ll Never Walk Alone
You’ll Never Walk Alone ist ein Musikstück von Richard Rodgers (Musik) und Oscar Hammerstein II (Text). Es ist das Finale des 1945 uraufgeführten Broadway-Musicals Carousel. Der Liedtext handelt davon, vertrauensvoll in die Zukunft zu blicken. Im Musical kommt das Lied zweimal vor: Das erste Mal wird eine schwangere Frau ermutigt, über den Tod ihres Mannes hinwegzukommen. Das zweite Mal (Finale des zweiten Akts) werden die Schüler der Abschlussklasse und im Besonderen die nunmehr 15-jährige Tochter bestärkt.
Nachdem bereits 1945 Frank Sinatra mit seiner Aufnahme des Liedes Erfolg gehabt hatte, veröffentlichte 1963 die Liverpooler Beatgruppe Gerry & the Pacemakers eine Coverversion des Stücks, die seitdem als Stadionhymne beim FC Liverpool zu hören ist. In den folgenden Jahrzehnten verwendeten auch andere Vereine das Lied als Stadionhymne, und es wurde von zahlreichen Künstlern gecovert. Das Lied gilt daher als die berühmteste Hymne der Fußballgeschichte.

## Geschichte

Frank Sinatra – You’ll Never Walk Alone (Columbia-Single von 1945)

Das Musical wurde am 19. April 1945 im Majestic Theatre am Broadway uraufgeführt und brachte es auf 890 Vorstellungen. Am 7. Juni 1950 hatte es im Drury Lane Theatre in London Premiere; hier erreichte es 566 Vorstellungen.
Am 1. Mai 1945 stand Frank Sinatra mit dem Orchester von Axel Stordahl im Tonstudio und nahm die erste Single-Version des Liedes auf. Sie erschien im September 1945 bei Columbia Records (#36825) und erreichte in den Billboard-Charts Platz 9. Sinatra war es auch, der diesen Song in besonders getragener, „hymnischer“ Weise 1989 anlässlich der Amtseinführung des 41. US-Präsidenten George H. W. Bush vorgetragen hat.

## Bekannte Coverversionen

Gerry & The Pacemakers – You’ll Never Walk Alone

In Großbritannien erreichte You'll Never Walk Alone viermal Platz 1 in den Charts. George Martin produzierte mit Gerry & the Pacemakers am 2. Juli 1963 die erste Coverversion des Originals, die am 4. Oktober 1963 auf den Markt kam (Liste der Nummer-eins-Hits in den britischen Charts (1963)). Die Pacemakers stammten aus Liverpool und teilten sich mit den Beatles den Manager Brian Epstein und den Produzenten George Martin. Beide waren vom Hitpotenzial des Songs zunächst nicht überzeugt, weil er zu langsam schien. Es folgten The Crowd (im Juni 1985) und Robson & Jerome als Teil eines Medleys (im November 1996). Bei der Version von Crowd war erneut Gerry Marsden von Gerry & The Pacemakers der Leadsänger.
Während der Corona-Krise veröffentlichten Tom Moore und Michael Ball im Rahmen einer Spendenaktion eine Coverversion und erreichten im April 2020 den ersten Platz der britischen Charts. Tom Moore war mit 99 Jahren der älteste Interpret an der Spitze der Charts.

## Andere Interpreten
Es gibt weitere Versionen von unterschiedlichsten Künstlern wie beispielsweise The Adicts, Alkbottle, Louis Armstrong, Chet Atkins, Shirley Bassey, Chris de Burgh, Glen Campbell, Johnny Cash, Ray Charles, Perry Como, Ray Conniff, Michael Crawford, Doris Day, Plácido Domingo, Dropkick Murphys, Aretha Franklin, Judy Garland, Brittany Howard, Mahalia Jackson, Tom Jones, Kelly Family, Cleo Laine, Mario Lanza, Jerry Lewis, Jim Nabors, Olivia Newton-John, Oak Ridge Boys, Roy Orbison, Elvis Presley, Dr. Ring Ding, The Righteous Brothers, Ryker’s, Michael Sadler, Ireen Sheer, Nina Simone, Barbra Streisand, Chris Thompson, Die Toten Hosen, Kiri Te Kanawa, Conway Twitty, Gene Vincent und Dionne Warwick.
In den frühen 1990er Jahren wurde das Lied auch für eine US-amerikanische Anti-AIDS-Kampagne von diversen Musikern wie Marilyn Horne, Joan Baez und LaBelle aufgenommen.

## Der Song im Fußball
Weltweit berühmt wurde der Song im Fußball durch den Fanblock The Kop in Anfield, dem Stadion des FC Liverpool. Dieser orientierte sich am Hit von Gerry & the Pacemakers, die den Titel ab 1960 im Liverpooler Cavern Club live gespielt hatten. Bei Fußballspielen wurden vor Anstoß immer die aktuellen Top-10-Hits gespielt, ab 1963 auch die Version des Musicalsongs You’ll Never Walk Alone von Gerry & the Pacemakers. Als das Lied aus den Top-10 flog, forderten die Fans von der Tribüne, dass es weiter gespielt werden sollte. Eine Legende besagt jedoch auch, dass vor einem Spiel die Soundanlage des Stadions an der Anfield Road ausfiel, während der Song lief. Der Fanblock intonierte das Lied daraufhin selbst. Seit diesem Tag wird vor Spielbeginn in Liverpool das Lied vom Publikum angestimmt, als eine Art Hymne des Vereins. Seit der Hillsborough-Zuschauerkatastrophe im Jahr 1989, bei der 97 Liverpool-Fans ums Leben kamen, steht in Anlehnung an den Song der Schriftzug You’ll Never Walk Alone im Vereinswappen des FC Liverpool.
1996 sang Colm Wilkinson die Musical-Version des Songs beim Endspiel der Fußballeuropameisterschaft mit einem Chor und Orchester sowie einem Aufgebot europäischer Musical-Stars (die zuvor Teile aus dem Musical Les Misérables gesungen hatten) im Wembley-Stadion in London.
Weitere britische Vereine folgten dem Beispiel; mittlerweile wird die Hymne auch in vielen Stadien außerhalb der britischen Inseln gesungen. Im November 2009 sang die 17-jährige Schülerin Alina Schmidt das Lied bei der Trauerfeier für Robert Enke in der AWD-Arena von Hannover. Auch in Dortmund bei den Heimspielen von Borussia Dortmund im Westfalenstadion und beim 1. FC Kaiserslautern im Fritz-Walter-Stadion gehört das Lied seit vielen Jahren zur Fankultur. In Kaiserslautern wird die Hymne von den Fans dabei, als Besonderheit, komplett ohne musikalische Unterstützung, a cappella, vorgetragen.
Die Fußballhymne wurde vielfach neu interpretiert, unter anderen von Bela B, The Lightning Seeds, The BossHoss (zusammen mit Spielern des FC St. Pauli), Die Toten Hosen sowie vom philippinischen „Gesangswunderkind“ Charice Pempengco. Auch Pink Floyd verwendeten für das Stück Fearless vom Album Meddle (1971) die Liverpooler Fangesänge.
You’ll Never Walk Alone gilt als die berühmteste Hymne in der Geschichte des Fußballs.

## Radio-Aktion während der Corona-Krise im März 2020
Auf Anregung eines niederländischen Radiomoderators spielten zahlreiche europäische Radiostationen das Stück in der Version von Gerry & the Pacemakers gleichzeitig in ihren Programmen. Die Aktion sollte die notwendige Solidarität der gesamten europäischen Bevölkerung in der Überwindung der Pandemie symbolisieren. Als gemeinsamer Termin der Ausstrahlung wurde Freitag, der 20. März 2020 um 8:45 Uhr bestimmt. Es beteiligten sich Sender in den Niederlanden, Deutschland, Finnland, Rumänien, Österreich, Spanien, Zypern und zahlreichen weiteren Ländern.

## In der Politik
Seit 2022 verwendet Bundeskanzler Olaf Scholz den Songtitel „You’ll never walk alone“ als politische Parole. Er hatte im Jahr 2007 einen Aufsatz mit dem Titel veröffentlicht.

## Trivia

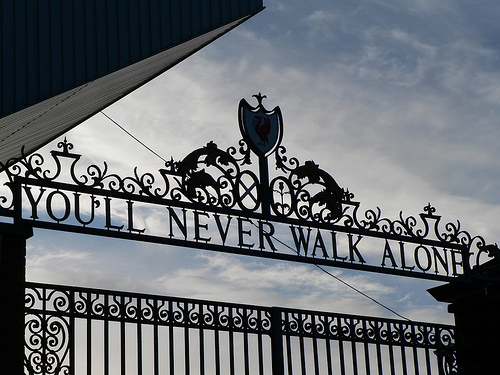
Die Shankly Gates in Anfield

Im Jahr 2018 nannte ein norwegischer Fan des FC Liverpool seine Tochter „Ynwa“ in Anlehnung an das Lied.